# موهان تشاند شارما
موهان تشاند شارما (بالهندية: मोहन चांद शर्मा؛ بالإنجليزية: Mohan Chand Sharma) هو ضابط شرطة هندي، ولد في 23 سبتمبر 1965، وتوفي في 19 سبتمبر 2008 في نيودلهي في الهند.